# Prădarea Romei (846)
În anul 846, raidurile arabilor au devastat împrejurimile Romei, ajungând inclusiv la Vatican, prădând chiar Bazilica Sfântul Petru și San Paolo Fuori le Mura, însă s-a evitat pătrunderea lor în orașul propriu-zis datorită Zidurilor lui Aurelian.

## Context
În anii '20 ai secolului al IX-lea, arabii (cunoscuți în Italia medievală sub numele de sarazini) au început cucerirea Siciliei. În anul 842, forțele lor au încercat să captureze Ponza, însă au fost respinși de către o flotă combinată condusă de ducii de Neapole (Sergiu I) și Gaeta (Constantin). Totuși, pe parcursul aceluiași an sarazinii au capturat Messina, în Sicilia. Cam în aceeași perioadă, ducele longobard Radelchis I de Benevento și Siconulf, conducătorul din Salerno, angajați într-un război unul împotriva celuilalt, au recurs pe rând la angajarea de mercenari arabi care să lupte în Campania.

## Raidul
O puternică forță de sarazini s-a îmbarcat în Campania și a debarcat la Portus și Ostia în 846. Ei au declanșat atacul, iar militia romană s-a retras precipitat în spatele zidurilor Romei, pentru a se afla în siguranță.
Se pare că atacatorii sarazini aveau cunoștință de nemaipomenitele comori aflate în Roma. Unele sfinte și impresionante basilici, precum Bazilica Sfântul Petru din Roma, se aflau în afara Zidurilor lui Aurelian, constituind astfel ținte ușoare. Ele erau "umplute până la refuz cu vase liturgice bogate și cu relicvarii din pietreprețioase, adăpostind toate moaștele recent adunate aici". Ca urmare, atacatorii au prădat sfintele moaște, inclusiv pe cele din San Pietro. Martorii evenimentului au considerat că prădătorii ar fi știut cu precizie unde anume să caute cele mai prețioase dintre comori.

## Urmări
După acest episod, Roma și-a fortificat sistemul de apărare, un prim rezultat constituindu-l respingerea atacului sarazin asupra Ostiei din 849; Cetatea Eternă nu va mai fi atacată niciodată de către vreo flotă arabă.